# Anna Brita Holmberg
Anna Brita Holmberg, även kallad Hollberg, född 1773, var en svensk körsångare och skådespelare. 
Hon korist vid Operan 1784–1787, och därefter engagerad som skådespelare vid Ristells teater i Stora Bollhuset 1787–1788 och vid Dramaten 1788–1790. Bland hennes roller fanns kammarpigan i Gustaf Adolfs Ädelmod, Blacks piga och även kammarjungfrun i Äfventyr öfver Äventyr. 
Som skådespelare tycks hon främst ha utmärkt sig i hjältinneroller. 
År 1791 var hon, tillsammans med Didrik Gabriel Björn, Jonas Wernström, Hans Petter Wickbom och Anna Brita Hallberg bland de aktörer på Dramaten som planerade att, under ledarskap av Diedrich Tellerstedt, Francisco Antonio Uttini och Sofia Ulrika Liljegren, grunda en ny teater i Comediehuset i Göteborg, planer som dock inte realiserades. 